# Lista de vereadores de Manoel Ribas
Esta é a lista de vereadores de Manoel Ribas, município brasileiro do estado do Paraná.
A Câmara Municipal de Manoel Ribas é formada por 9 representantes, desde a eleição de 2004, quando as cidades passaram a ter um número de vereadores equivalente à sua população.

## Eleições para prefeito e lista de vereadores

### 1º Mandato - 1956-1959
| Mandato        | Eleição    | Prefeito                         | Vereadores                 | Votos        | Observações       | Ref.        |
| -------------- | ---------- | -------------------------------- | -------------------------- | ------------ | ----------------- | ----------- |
| 1º (1956-1959) | 03/10/1955 | Raul Ferreira Messias (PR)       |                            | 914 (45,77%) | primeiro prefeito | [ 1 ] [ 2 ] |
| 1º (1956-1959) | 03/10/1955 | Orlando Prohman de Paula         |                            | 585 (29,29%) |                   | [ 1 ] [ 2 ] |
| 1º (1956-1959) | 03/10/1955 | Manoel Teodoro da Rocha          |                            | 498 (24,94%) |                   | [ 1 ] [ 2 ] |
| 1º (1956-1959) | 03/10/1955 |                                  | Ginibre Aires Machado (PR) | 106          |                   | [ 1 ] [ 2 ] |
| 1º (1956-1959) | 03/10/1955 | Casemiro Kosluck (PR)            | 99                         |              |                   | [ 1 ] [ 2 ] |
| 1º (1956-1959) | 03/10/1955 | Eduardo Cezário de Andrade (PSD) | 97                         |              |                   | [ 1 ] [ 2 ] |
| 1º (1956-1959) | 03/10/1955 | Osvaldo Jumes (PDC)              | 93                         |              |                   | [ 1 ] [ 2 ] |
| 1º (1956-1959) | 03/10/1955 | Eduardo Walecki (PR)             | 83                         |              |                   | [ 1 ] [ 2 ] |
| 1º (1956-1959) | 03/10/1955 | João Toskan (PSD)                | 81                         |              |                   | [ 1 ] [ 2 ] |
| 1º (1956-1959) | 03/10/1955 | Florindo Tonelli (PSD)           | 79                         |              |                   | [ 1 ] [ 2 ] |
| 1º (1956-1959) | 03/10/1955 | Ernesto Hezel (PR)               | 70                         |              |                   | [ 1 ] [ 2 ] |
| 1º (1956-1959) | 03/10/1955 | Augusto Kauling (PDC)            | 52                         |              |                   | [ 1 ] [ 2 ] |

### 2º Mandato - 1960-1963
| Mandato        | Eleição    | Prefeito                           | Vereadores           | Votos         | Observações | Ref.        |
| -------------- | ---------- | ---------------------------------- | -------------------- | ------------- | ----------- | ----------- |
| 2º (1960-1963) | 04/10/1959 | Renato Siloto (PSD)                |                      | 1893 (53,99%) |             | [ 2 ] [ 3 ] |
| 2º (1960-1963) | 04/10/1959 | Arão Lamenha de Siqueira (PSP)     |                      | 1613 (46,01%) |             | [ 2 ] [ 3 ] |
| 2º (1960-1963) | 04/10/1959 |                                    | Rubens Novicki (PSD) | 242           |             | [ 2 ] [ 3 ] |
| 2º (1960-1963) | 04/10/1959 | João Nelson Sobieray (PTB)         | 240                  |               |             | [ 2 ] [ 3 ] |
| 2º (1960-1963) | 04/10/1959 | Osvaldo Jumes (PSD)                | 198                  | 2º mandato    |             | [ 2 ] [ 3 ] |
| 2º (1960-1963) | 04/10/1959 | Florindo Tonelli (PSD)             | 150                  | 2º mandato    |             | [ 2 ] [ 3 ] |
| 2º (1960-1963) | 04/10/1959 | Martinho Dias (PSP)                | 146                  |               |             | [ 2 ] [ 3 ] |
| 2º (1960-1963) | 04/10/1959 | Entorino Antônio Oliari (PSP)      | 145                  |               |             | [ 2 ] [ 3 ] |
| 2º (1960-1963) | 04/10/1959 | Pedro Goedert (PSD)                | 137                  |               |             | [ 2 ] [ 3 ] |
| 2º (1960-1963) | 04/10/1959 | Adolar Barch (PSD)                 | 126                  |               |             | [ 2 ] [ 3 ] |
| 2º (1960-1963) | 04/10/1959 | Aluizer Stipp (PTB)                | 97                   |               |             | [ 2 ] [ 3 ] |
| 2º (1960-1963) | 04/10/1959 | Dolaricio Caetano dos Santos (PSD) | 96                   |               |             | [ 2 ] [ 3 ] |

### 3º Mandato - 1964-1968
| Mandato        | Eleição    | Prefeito                           | Vereadores          | Votos        | Observações | Ref.        |
| -------------- | ---------- | ---------------------------------- | ------------------- | ------------ | ----------- | ----------- |
| 3º (1964-1968) | 06/10/1963 | Lauro Muller (PDC)                 |                     | 951 (50,94%) |             | [ 2 ] [ 4 ] |
| 3º (1964-1968) | 06/10/1963 | Arão Lamenha de Siqueira (PSD)     |                     | 916 (49,06%) |             | [ 2 ] [ 4 ] |
| 3º (1964-1968) | 06/10/1963 |                                    | Ervino Wessel (PDC) | 155          |             | [ 2 ] [ 4 ] |
| 3º (1964-1968) | 06/10/1963 | Martinho Dias (PSP)                | 146                 | 2º mandato   |             | [ 2 ] [ 4 ] |
| 3º (1964-1968) | 06/10/1963 | Otto Augusto Back (PDC)            | 138                 |              |             | [ 2 ] [ 4 ] |
| 3º (1964-1968) | 06/10/1963 | Gabriel Moll (PDC)                 | 137                 |              |             | [ 2 ] [ 4 ] |
| 3º (1964-1968) | 06/10/1963 | Anteogildo Carneiro Carvalho (PDC) | 126                 |              |             | [ 2 ] [ 4 ] |
| 3º (1964-1968) | 06/10/1963 | Esmael Stresser (PSP)              | 92                  |              |             | [ 2 ] [ 4 ] |
| 3º (1964-1968) | 06/10/1963 | Dionisio Domingos Gheller (PTB)    | 87                  |              |             | [ 2 ] [ 4 ] |
| 3º (1964-1968) | 06/10/1963 | Adolfo Broemer (PSP)               | 82                  |              |             | [ 2 ] [ 4 ] |
| 3º (1964-1968) | 06/10/1963 | Osvaldo Pereira (PSP)              | 70                  |              |             | [ 2 ] [ 4 ] |

### 4º Mandato - 1969-1972
| Mandato        | Eleição    | Prefeito                            | Vice-Prefeito                   | Vereadores              | Votos         | Observações | Ref.        |
| -------------- | ---------- | ----------------------------------- | ------------------------------- | ----------------------- | ------------- | ----------- | ----------- |
| 4º (1969-1972) | 15/11/1968 | Antônio Guilherme Stipp (ARENA)     | Entorino Antônio Oliari (ARENA) |                         | 1381 (56,74%) |             | [ 2 ] [ 5 ] |
| 4º (1969-1972) | 15/11/1968 | Arão Lamenha de Siqueira (MDB)      | Gentil Carlin Furghieri (MDB)   |                         | 576 (23,66%)  |             | [ 2 ] [ 5 ] |
| 4º (1969-1972) | 15/11/1968 | Renato Siloto (ARENA)               | Pedro Freiberger (ARENA)        |                         | 477 (19,60%)  |             | [ 2 ] [ 5 ] |
| 4º (1969-1972) | 15/11/1968 |                                     |                                 | Esmael Stresser (ARENA) | 224           | 2º mandato  | [ 2 ] [ 5 ] |
| 4º (1969-1972) | 15/11/1968 | Otto Augusto Back (ARENA)           | 212                             | 2º mandato              |               |             | [ 2 ] [ 5 ] |
| 4º (1969-1972) | 15/11/1968 | Leopoldo Henrique Willemann (ARENA) | 178                             |                         |               |             | [ 2 ] [ 5 ] |
| 4º (1969-1972) | 15/11/1968 | Gabriel Moll (ARENA)                | 162                             | 2º mandato              |               |             | [ 2 ] [ 5 ] |
| 4º (1969-1972) | 15/11/1968 | Osvaldo Jumes (ARENA)               | 154                             | 3º mandato              |               |             | [ 2 ] [ 5 ] |
| 4º (1969-1972) | 15/11/1968 | Dionisio Domingos Gheller (ARENA)   | 145                             | 2º mandato              |               |             | [ 2 ] [ 5 ] |
| 4º (1969-1972) | 15/11/1968 | Afonso João Heinzen (ARENA)         | 97                              |                         |               |             | [ 2 ] [ 5 ] |
| 4º (1969-1972) | 15/11/1968 | Eugênio de Souza Pereira (MDB)      | 69                              |                         |               |             | [ 2 ] [ 5 ] |
| 4º (1969-1972) | 15/11/1968 | Gregório Roecker (MDB)              | 58                              |                         |               |             | [ 2 ] [ 5 ] |

### 5º Mandato - 1973-1976
| Mandato        | Eleição    | Prefeito                             | Vice-Prefeito            | Vereadores            | Votos         | Observações | Ref.        |
| -------------- | ---------- | ------------------------------------ | ------------------------ | --------------------- | ------------- | ----------- | ----------- |
| 5º (1973-1976) | 15/11/1972 | Lauro Muller (ARENA)                 | Theodoro Kauling (ARENA) |                       | 1582 (51,99%) | 2º mandato  | [ 2 ] [ 6 ] |
| 5º (1973-1976) | 15/11/1972 | Lauro Simiano (ARENA)                | Gabriel Moll (ARENA)     |                       | 1461 (48,01%) |             | [ 2 ] [ 6 ] |
| 5º (1973-1976) | 15/11/1972 |                                      |                          | Osvaldo Jumes (ARENA) | 407           | 4º mandato  | [ 2 ] [ 6 ] |
| 5º (1973-1976) | 15/11/1972 | João Domingos Sternadt (ARENA)       | 406                      |                       |               |             | [ 2 ] [ 6 ] |
| 5º (1973-1976) | 15/11/1972 | Roberto Ricken (ARENA)               | 340                      |                       |               |             | [ 2 ] [ 6 ] |
| 5º (1973-1976) | 15/11/1972 | Alfredo Schotten (ARENA)             | 237                      |                       |               |             | [ 2 ] [ 6 ] |
| 5º (1973-1976) | 15/11/1972 | Anteogildo Carneiro Carvalho (ARENA) | 233                      | 2º mandato            |               |             | [ 2 ] [ 6 ] |
| 5º (1973-1976) | 15/11/1972 | Paulino Andreola (ARENA)             | 215                      |                       |               |             | [ 2 ] [ 6 ] |
| 5º (1973-1976) | 15/11/1972 | Geraldo Schmoeller (ARENA)           | 199                      |                       |               |             | [ 2 ] [ 6 ] |
| 5º (1973-1976) | 15/11/1972 | Jaime Antunes Ribeiro (ARENA)        | 192                      |                       |               |             | [ 2 ] [ 6 ] |
| 5º (1973-1976) | 15/11/1972 | Braulio Schmitz (ARENA)              | 179                      |                       |               |             | [ 2 ] [ 6 ] |

### 6º Mandato - 1977-1982
| Mandato        | Eleição    | Prefeito                           | Vice-Prefeito                   | Vereadores              | Votos               | Votos         | Observações | Ref.        |
| -------------- | ---------- | ---------------------------------- | ------------------------------- | ----------------------- | ------------------- | ------------- | ----------- | ----------- |
| 6º (1977-1982) | 15/11/1976 | Renato Siloto (ARENA)              | Augusto Bernardo Ricken (ARENA) |                         | ARENA 2152 (58,49%) | 1108 (30,12%) | 2º mandato  | [ 2 ] [ 7 ] |
| 6º (1977-1982) | 15/11/1976 | Theodoro Kauling (ARENA)           | Stefano Huçalo (ARENA)          |                         | ARENA 2152 (58,49%) | 1044 (28,38%) |             | [ 2 ] [ 7 ] |
| 6º (1977-1982) | 15/11/1976 | Aldoney Batista Siqueira (MDB)     | Meceslau Salamaia (MDB)         |                         | MDB 1527 (41,51%)   | 1238 (33,65%) |             | [ 2 ] [ 7 ] |
| 6º (1977-1982) | 15/11/1976 | Eugênio de Souza Pereira (MDB)     | Miguel Mazurok (MDB)            |                         | MDB 1527 (41,51%)   | 256 (6,96%)   |             | [ 2 ] [ 7 ] |
| 6º (1977-1982) | 15/11/1976 | Marcos Ghubisik (MDB)              | Agostinho Wessler (MDB)         |                         | MDB 1527 (41,51%)   | 33 (0,90%)    |             | [ 2 ] [ 7 ] |
| 6º (1977-1982) | 15/11/1976 |                                    |                                 | Esmael Stresser (ARENA) | 253                 | 253           | 3º mandato  | [ 2 ] [ 7 ] |
| 6º (1977-1982) | 15/11/1976 | Cirineu Schueroff (MDB)            | 227                             | 227                     |                     |               |             | [ 2 ] [ 7 ] |
| 6º (1977-1982) | 15/11/1976 | Silvino Moll (ARENA)               | 194                             | 194                     |                     |               |             | [ 2 ] [ 7 ] |
| 6º (1977-1982) | 15/11/1976 | Ademar Jumes (ARENA)               | 184                             | 184                     |                     |               |             | [ 2 ] [ 7 ] |
| 6º (1977-1982) | 15/11/1976 | Nivaldo Roecker (ARENA)            | 175                             | 175                     |                     |               |             | [ 2 ] [ 7 ] |
| 6º (1977-1982) | 15/11/1976 | Vitória Henkemeier Kauling (ARENA) | 167                             | 167                     |                     |               |             | [ 2 ] [ 7 ] |
| 6º (1977-1982) | 15/11/1976 | Fridolino Schmitz (ARENA)          | 159                             | 159                     |                     |               |             | [ 2 ] [ 7 ] |
| 6º (1977-1982) | 15/11/1976 | Geraldo Ari Bernswiller (MDB)      | 156                             | 156                     |                     |               |             | [ 2 ] [ 7 ] |
| 6º (1977-1982) | 15/11/1976 | Telson Soethe (MDB)                | 105                             | 105                     |                     |               |             | [ 2 ] [ 7 ] |

### 7º Mandato - 1983-1988
| Mandato        | Eleição    | Prefeito                         | Vice-Prefeito                 | Vereadores                        | Votos              | Votos         | Observações | Ref.        |
| -------------- | ---------- | -------------------------------- | ----------------------------- | --------------------------------- | ------------------ | ------------- | ----------- | ----------- |
| 7º (1983-1988) | 15/11/1982 | Valentin Darcin (PMDB)           | Alfredo Schotten (PMDB)       |                                   | PMDB 2456 (53,60%) | 1903 (41,52%) |             | [ 2 ] [ 8 ] |
| 7º (1983-1988) | 15/11/1982 | Lauro Muller (PMDB)              | Aniceto Luiz Alberton (PMDB)  |                                   | PMDB 2456 (53,60%) | 342 (7,46%)   |             | [ 2 ] [ 8 ] |
| 7º (1983-1988) | 15/11/1982 | Geraldo Ari Bernswiller (PMDB)   | José Buss (PMDB)              |                                   | PMDB 2456 (53,60%) | 211 (4,60%)   |             | [ 2 ] [ 8 ] |
| 7º (1983-1988) | 15/11/1982 | Aldoney Batista Siqueira (PDS)   | João Moacir Schemberg (PDS)   |                                   | PDS 2119 (46,25%)  | 1406 (30,69%) |             | [ 2 ] [ 8 ] |
| 7º (1983-1988) | 15/11/1982 | Heriberto Tonelli (PDS)          | Cirineu Schueroff (PDS)       |                                   | PDS 2119 (46,25%)  | 632 (13,79%)  |             | [ 2 ] [ 8 ] |
| 7º (1983-1988) | 15/11/1982 | Hilário Dionizio Perazzoli (PDS) | Antônio Augusto Pacheco (PDS) |                                   | PDS 2119 (46,25%)  | 81 (1,77%)    |             | [ 2 ] [ 8 ] |
| 7º (1983-1988) | 15/11/1982 | Antônio Miciano de Souza (PT)    | Terezio Lemes do Prado (PT)   |                                   | PT 7 (0,00%)       | 7 (0,00%)     |             | [ 2 ] [ 8 ] |
| 7º (1983-1988) | 15/11/1982 |                                  |                               | Cipriano Carneiro da Silva (PMDB) | 239                | 239           |             | [ 2 ] [ 8 ] |
| 7º (1983-1988) | 15/11/1982 | Dorvalino Meurer (PDS)           | 215                           | 215                               |                    |               |             | [ 2 ] [ 8 ] |
| 7º (1983-1988) | 15/11/1982 | Anselmo Benigno Muller (PMDB)    | 198                           | 198                               |                    |               |             | [ 2 ] [ 8 ] |
| 7º (1983-1988) | 15/11/1982 | Diva Aparecida Menck (PMDB)      | 194                           | 194                               |                    |               |             | [ 2 ] [ 8 ] |
| 7º (1983-1988) | 15/11/1982 | Antônio Humberto Blau (PDS)      | 173                           | 173                               |                    |               |             | [ 2 ] [ 8 ] |
| 7º (1983-1988) | 15/11/1982 | Maria Aparecida dos Santos (PDS) | 169                           | 169                               |                    |               |             | [ 2 ] [ 8 ] |
| 7º (1983-1988) | 15/11/1982 | Raulino Luciano (PMDB)           | 167                           | 167                               |                    |               |             | [ 2 ] [ 8 ] |
| 7º (1983-1988) | 15/11/1982 | Ademar Jumes (PDS)               | 160                           | 160                               | 2º mandato         |               |             | [ 2 ] [ 8 ] |
| 7º (1983-1988) | 15/11/1982 | Pedro João Haskel (PMDB)         | 160                           | 160                               |                    |               |             | [ 2 ] [ 8 ] |

### 8º Mandato - 1989-1992
| Mandato        | Eleição    | Prefeito                          | Vice-Prefeito                | Vereadores                       | Votos         | Observações | Ref.        |
| -------------- | ---------- | --------------------------------- | ---------------------------- | -------------------------------- | ------------- | ----------- | ----------- |
| 8º (1989-1992) | 15/11/1988 | Geraldo Ari Bernswiller (PMDB)    | Ernani Antônio Jansen (PMDB) |                                  | 2819 (43,82%) |             | [ 2 ] [ 9 ] |
| 8º (1989-1992) | 15/11/1988 | Aldoney Batista Siqueira (PDS)    | Renato Siloto (PDS)          |                                  | 2507 (38,97%) |             | [ 2 ] [ 9 ] |
| 8º (1989-1992) | 15/11/1988 | Antônio Camilo (PTB)              | Heriberto Tonelli (PTB)      |                                  | 1107 (17,21%) |             | [ 2 ] [ 9 ] |
| 8º (1989-1992) | 15/11/1988 |                                   |                              | Maria Aparecida dos Santos (PDS) | 402           | 2º mandato  | [ 2 ] [ 9 ] |
| 8º (1989-1992) | 15/11/1988 | Moacir Gheller (PTB)              | 334                          |                                  |               |             | [ 2 ] [ 9 ] |
| 8º (1989-1992) | 15/11/1988 | Dorvalino Meuer (PMDB)            | 267                          | 2º mandato                       |               |             | [ 2 ] [ 9 ] |
| 8º (1989-1992) | 15/11/1988 | José Vieira da Rosa (PMDB)        | 244                          |                                  |               |             | [ 2 ] [ 9 ] |
| 8º (1989-1992) | 15/11/1988 | Vicente Pitlak (PMDB)             | 218                          |                                  |               |             | [ 2 ] [ 9 ] |
| 8º (1989-1992) | 15/11/1988 | Aurimar Goedert (PDS)             | 218                          |                                  |               |             | [ 2 ] [ 9 ] |
| 8º (1989-1992) | 15/11/1988 | Antônio Porfírio dos Santos (PDS) | 218                          |                                  |               |             | [ 2 ] [ 9 ] |
| 8º (1989-1992) | 15/11/1988 | João Romagnoli (PMDB)             | 216                          |                                  |               |             | [ 2 ] [ 9 ] |
| 8º (1989-1992) | 15/11/1988 | Laurentino Paulo Esser (PTB)      | 194                          |                                  |               |             | [ 2 ] [ 9 ] |

### 9º Mandato - 1993-1996
| Mandato        | Eleição    | Prefeito                           | Vice-Prefeito           | Vereadores           | Votos         | Observações | Ref.         |
| -------------- | ---------- | ---------------------------------- | ----------------------- | -------------------- | ------------- | ----------- | ------------ |
| 9º (1993-1996) | 03/10/1992 | Aldoney Batista Siqueira (PDS) Ney | Antônio Camilo (PDS)    |                      | 4141 (55,02%) |             | [ 2 ] [ 10 ] |
| 9º (1993-1996) | 03/10/1992 | Valentin Darcin (PMDB)             | Alfredo Schotten (PMDB) |                      | 3385 (44,98%) |             | [ 2 ] [ 10 ] |
| 9º (1993-1996) | 03/10/1992 |                                    |                         | Moacir Gheller (PTB) | 433           | 2º mandato  | [ 2 ] [ 10 ] |
| 9º (1993-1996) | 03/10/1992 | Sigfrid Willi Schweigert (PMDB)    | 295                     |                      |               |             | [ 2 ] [ 10 ] |
| 9º (1993-1996) | 03/10/1992 | Adezir Alves Paz (PTB)             | 280                     |                      |               |             | [ 2 ] [ 10 ] |
| 9º (1993-1996) | 03/10/1992 | Wilmar Dircksen (PST)              | 272                     |                      |               |             | [ 2 ] [ 10 ] |
| 9º (1993-1996) | 03/10/1992 | João Romagnoli (PMDB)              | 257                     | 2º mandato           |               |             | [ 2 ] [ 10 ] |
| 9º (1993-1996) | 03/10/1992 | José Vieira da Rosa (PMDB)         | 252                     | 2º mandato           |               |             | [ 2 ] [ 10 ] |
| 9º (1993-1996) | 03/10/1992 | Antônio Porfírio dos Santos (PDS)  | 252                     | 2º mandato           |               |             | [ 2 ] [ 10 ] |
| 9º (1993-1996) | 03/10/1992 | Maria Aparecida dos Santos (PDS)   | 240                     | 3º mandato           |               |             | [ 2 ] [ 10 ] |
| 9º (1993-1996) | 03/10/1992 | Anizio Jorge de Oliveira (PST)     | 220                     |                      |               |             | [ 2 ] [ 10 ] |

### 10º Mandato - 1997-2000
| Mandato         | Eleição    | Prefeito                              | Vice-Prefeito                          | Vereadores            | Votos         | Observações | Ref.         |
| --------------- | ---------- | ------------------------------------- | -------------------------------------- | --------------------- | ------------- | ----------- | ------------ |
| 10º (1997-2000) | 03/10/1996 | Antônio Camilo (PTB) Camilo           | João de Paula Xavier (PTB) Doutor João |                       | 3980 (51,18%) |             | [ 2 ] [ 11 ] |
| 10º (1997-2000) | 03/10/1996 | Valentin Darcin (PMDB) Valentin       | Maurílio Viana Pereira (PMDB) Viana    |                       | 3796 (48,82%) |             | [ 2 ] [ 11 ] |
| 10º (1997-2000) | 03/10/1996 |                                       |                                        | Rogério Maciel (PMDB) | 477           |             | [ 2 ] [ 11 ] |
| 10º (1997-2000) | 03/10/1996 | Moacir Gheller (PTB)                  | 442                                    | 3º mandato            |               |             | [ 2 ] [ 11 ] |
| 10º (1997-2000) | 03/10/1996 | José Vieira da Rosa (PFL)             | 357                                    | 3º mandato            |               |             | [ 2 ] [ 11 ] |
| 10º (1997-2000) | 03/10/1996 | Maurílio Viana Pereira (PPB)          | 334                                    |                       |               |             | [ 2 ] [ 11 ] |
| 10º (1997-2000) | 03/10/1996 | Maria Aparecida dos Santos (PPB)      | 277                                    | 4º mandato            |               |             | [ 2 ] [ 11 ] |
| 10º (1997-2000) | 03/10/1996 | Gelício de Paula (PTB)                | 267                                    |                       |               |             | [ 2 ] [ 11 ] |
| 10º (1997-2000) | 03/10/1996 | Sebastião Gilmar Schraiber (PSDB)     | 264                                    |                       |               |             | [ 2 ] [ 11 ] |
| 10º (1997-2000) | 03/10/1996 | Renato Romagnolo (PMDB)               | 260                                    |                       |               |             | [ 2 ] [ 11 ] |
| 10º (1997-2000) | 03/10/1996 | Aparecido dos Anjos de Oliveira (PDT) | 257                                    |                       |               |             | [ 2 ] [ 11 ] |

### 11º Mandato - 2001-2004
| Mandato         | Eleição    | Prefeito                               | Vice-Prefeito                                  | Vereadores            | Votos         | Observações | Ref.         |
| --------------- | ---------- | -------------------------------------- | ---------------------------------------------- | --------------------- | ------------- | ----------- | ------------ |
| 11º (2001-2004) | 01/10/2000 | Antônio Camilo (PFL) Camilo            | Renato Romagnolo (PFL) Renato                  |                       | 3729 (49,45%) | 2º mandato  | [ 2 ] [ 12 ] |
| 11º (2001-2004) | 01/10/2000 | Valentin Darcin (PMDB) Valentin        | Maurílio Viana Pereira (PMDB) Viana            |                       | 3266 (43,32%) |             | [ 2 ] [ 12 ] |
| 11º (2001-2004) | 01/10/2000 | João de Paula Xavier (PDT) Doutor João | Luiz Alberto Ribas Prestes (PDT) Betinho Ribas |                       | 546 (7,24%)   |             | [ 2 ] [ 12 ] |
| 11º (2001-2004) | 01/10/2000 |                                        |                                                | Rogério Maciel (PMDB) | 477           | 2º mandato  | [ 2 ] [ 12 ] |
| 11º (2001-2004) | 01/10/2000 | Moacir Gheller (PTB)                   | 460                                            | 4º mandato            |               |             | [ 2 ] [ 12 ] |
| 11º (2001-2004) | 01/10/2000 | Sebastião Gilmar Schraiber (PSDB)      | 395                                            | 2º mandato            |               |             | [ 2 ] [ 12 ] |
| 11º (2001-2004) | 01/10/2000 | Antônio Augusto Pacheco (PMDB)         | 374                                            |                       |               |             | [ 2 ] [ 12 ] |
| 11º (2001-2004) | 01/10/2000 | Gilvani Tonelli (PFL)                  | 322                                            |                       |               |             | [ 2 ] [ 12 ] |
| 11º (2001-2004) | 01/10/2000 | José Vieira da Rosa (PFL)              | 295                                            | 4º mandato            |               |             | [ 2 ] [ 12 ] |
| 11º (2001-2004) | 01/10/2000 | Maria Aparecida dos Santos (PTB)       | 252                                            | 5º mandato            |               |             | [ 2 ] [ 12 ] |
| 11º (2001-2004) | 01/10/2000 | Carlos Henrique da Silva (PFL)         | 224                                            |                       |               |             | [ 2 ] [ 12 ] |
| 11º (2001-2004) | 01/10/2000 | Ademir Marcelino (PPB)                 | 218                                            |                       |               |             | [ 2 ] [ 12 ] |

### 12º Mandato - 2005-2008
| Mandato         | Eleição    | Prefeito                              | Vice-Prefeito                                   | Vereadores           | Votos         | Observações | Ref.         |
| --------------- | ---------- | ------------------------------------- | ----------------------------------------------- | -------------------- | ------------- | ----------- | ------------ |
| 12º (2005-2008) | 03/10/2004 | Valentin Darcin (PMDB) Valentin       | Pedro Estevão da Silva (PMDB) Professor Pedro   |                      | 4098 (53,19%) | 2º mandato  | [ 2 ] [ 13 ] |
| 12º (2005-2008) | 03/10/2004 | José Vieira da Rosa (PPS) Zequinha    | Sebastião Gilmar Schraiber (PPS) Tião Pingueiro |                      | 3607 (46,81%) |             | [ 2 ] [ 13 ] |
| 12º (2005-2008) | 03/10/2004 |                                       |                                                 | Wilmar Dircksen (PL) | 533           | 2º mandato  | [ 2 ] [ 13 ] |
| 12º (2005-2008) | 03/10/2004 | Aparecido dos Anjos de Oliveira (PHS) | 500                                             | 2º mandato           |               |             | [ 2 ] [ 13 ] |
| 12º (2005-2008) | 03/10/2004 | Moacir Gheller (PTB)                  | 401                                             | 5º mandato           |               |             | [ 2 ] [ 13 ] |
| 12º (2005-2008) | 03/10/2004 | Vilmair José Gerber (PTB)             | 401                                             |                      |               |             | [ 2 ] [ 13 ] |
| 12º (2005-2008) | 03/10/2004 | Moacir Comunello (PSDB)               | 385                                             |                      |               |             | [ 2 ] [ 13 ] |
| 12º (2005-2008) | 03/10/2004 | Gilvani Tonelli (PPS)                 | 309                                             | 2º mandato           |               |             | [ 2 ] [ 13 ] |
| 12º (2005-2008) | 03/10/2004 | Lauro Ianhaki Antunes (PMDB)          | 283                                             |                      |               |             | [ 2 ] [ 13 ] |
| 12º (2005-2008) | 03/10/2004 | Silvério Ghezzi (PMDB)                | 248                                             |                      |               |             | [ 2 ] [ 13 ] |
| 12º (2005-2008) | 03/10/2004 | Antônio Augusto Pacheco (PMDB)        | 229                                             | 2º mandato           |               |             | [ 2 ] [ 13 ] |

### 13º Mandato - 2009-2012
| Mandato         | Eleição    | Prefeito                                   | Vice-Prefeito                                 | Vereadores             | Votos         | Observações | Ref.         |
| --------------- | ---------- | ------------------------------------------ | --------------------------------------------- | ---------------------- | ------------- | ----------- | ------------ |
| 13º (2009-2012) | 05/10/2008 | Valentin Darcin (PMDB) Valentin            | Pedro Estevão da Silva (PMDB) Professor Pedro |                        | 4773 (57,29%) | 3º mandato  | [ 2 ] [ 14 ] |
| 13º (2009-2012) | 05/10/2008 | Elizabeth Stipp Camilo (PDT) Bete          | Moacir Comunello (PDT) Moacir                 |                        | 3559 (42,71%) |             | [ 2 ] [ 14 ] |
| 13º (2009-2012) | 05/10/2008 |                                            |                                               | Lindolfo Oenning (PSB) | 727           |             | [ 2 ] [ 14 ] |
| 13º (2009-2012) | 05/10/2008 | Wilmar Dircksen (PR)                       | 554                                           | 3º mandato             |               |             | [ 2 ] [ 14 ] |
| 13º (2009-2012) | 05/10/2008 | Gilvani Tonelli (PPS)                      | 537                                           | 3º mandato             |               |             | [ 2 ] [ 14 ] |
| 13º (2009-2012) | 05/10/2008 | José Vieira da Rosa (PTB) Zequinha         | 528                                           | 5º mandato             |               |             | [ 2 ] [ 14 ] |
| 13º (2009-2012) | 05/10/2008 | Telma Regina Nardi Milano (PP)             | 441                                           |                        |               |             | [ 2 ] [ 14 ] |
| 13º (2009-2012) | 05/10/2008 | Gelício de Paula (PMDB)                    | 426                                           | 2º mandato             |               |             | [ 2 ] [ 14 ] |
| 13º (2009-2012) | 05/10/2008 | Aparecido dos Anjos de Oliveira (PR) Cidão | 408                                           | 3º mandato             |               |             | [ 2 ] [ 14 ] |
| 13º (2009-2012) | 05/10/2008 | Vilmair José Gerber (PSB) Teba             | 342                                           | 2º mandato             |               |             | [ 2 ] [ 14 ] |
| 13º (2009-2012) | 05/10/2008 | Silvério Ghezzi (PMDB)                     | 299                                           | 2º mandato             |               |             | [ 2 ] [ 14 ] |

### 14º Mandato - 2013-2016
| Mandato         | Eleição    | Prefeito                                         | Vice-Prefeito                      | Vereadores                                     | Votos         | Observações | Ref.         |
| --------------- | ---------- | ------------------------------------------------ | ---------------------------------- | ---------------------------------------------- | ------------- | ----------- | ------------ |
| 14º (2013-2016) | 07/10/2012 | Elizabeth Stipp Camilo (PR) Bete Camilo          | Moacir Comunello (PR) Moacir       |                                                | 2851 (33,38%) |             | [ 2 ] [ 15 ] |
| 14º (2013-2016) | 07/10/2012 | Maurílio Viana Pereira (PP) Viana                | José Vieira da Rosa (PTB) Zequinha |                                                | 2523 (29,54%) |             | [ 2 ] [ 15 ] |
| 14º (2013-2016) | 07/10/2012 | Pedro Estevão da Silva (PSDB) Professor Pedro    | Lindolfo Oenning (PSB) Lindolfo    |                                                | 2111 (24,71%) |             | [ 2 ] [ 15 ] |
| 14º (2013-2016) | 07/10/2012 | Hélio Junior de Castro (PSC) Júnior da Cia Bella | Paulo Sezar Guaitaneli (PSC) Paulo |                                                | 1057 (12,37%) |             | [ 2 ] [ 15 ] |
| 14º (2013-2016) | 07/10/2012 |                                                  |                                    | Vagner Alexandre Borges (PDT) Professor Vagner | 455           |             | [ 2 ] [ 15 ] |
| 14º (2013-2016) | 07/10/2012 | Aparecido dos Anjos de Oliveira (PSL) Cidão      | 401                                | 4º mandato                                     |               |             | [ 2 ] [ 15 ] |
| 14º (2013-2016) | 07/10/2012 | Wilmar Dircksen (PHS)                            | 377                                | 4º mandato                                     |               |             | [ 2 ] [ 15 ] |
| 14º (2013-2016) | 07/10/2012 | Ronaldo Luis Grochoski (PRTB) Ronaldinho         | 366                                |                                                |               |             | [ 2 ] [ 15 ] |
| 14º (2013-2016) | 07/10/2012 | João Vanderley Medardo (PP)                      | 362                                |                                                |               |             | [ 2 ] [ 15 ] |
| 14º (2013-2016) | 07/10/2012 | Belmiro Lemkull (PR)                             | 338                                |                                                |               |             | [ 2 ] [ 15 ] |
| 14º (2013-2016) | 07/10/2012 | Silvio Back (PMDB)                               | 278                                |                                                |               |             | [ 2 ] [ 15 ] |
| 14º (2013-2016) | 07/10/2012 | José Carlos da Silva Corona (PSDB) Corona        | 266                                |                                                |               |             | [ 2 ] [ 15 ] |
| 14º (2013-2016) | 07/10/2012 | Fabio Luiz Marques (PSB) Fabinho da Farmácia     | 239                                |                                                |               |             | [ 2 ] [ 15 ] |

### 15º Mandato - 2017-2020
| Mandato         | Eleição    | Prefeito                                         | Vice-Prefeito                  | Vereadores                     | Votos         | Observações | Ref.   |
| --------------- | ---------- | ------------------------------------------------ | ------------------------------ | ------------------------------ | ------------- | ----------- | ------ |
| 15º (2017-2020) | 02/10/2016 | Elizabeth Stipp Camilo (PR) Bete Camilo          | Moacir Comunello (PSDB) Moacir |                                | 3858 (44,62%) | 2º mandato  | [ 16 ] |
| 15º (2017-2020) | 02/10/2016 | José Carlos da Silva Corona (PMN) Corona         | Wilmar Dircksen (PMDB) Wilmar  |                                | 3796 (43,90%) |             | [ 16 ] |
| 15º (2017-2020) | 02/10/2016 | Hélio Junior de Castro (PSC) Júnior da Cia Bella | Dirceu Corato (PSC) Dirceu     |                                | 993 (11,48%)  |             | [ 16 ] |
| 15º (2017-2020) | 02/10/2016 |                                                  |                                | Lindolfo Oenning (SD) Lindolfo | 450           | 2º mandato  | [ 16 ] |
| 15º (2017-2020) | 02/10/2016 | Ronaldo Luis Grochoski (PMDB) Ronaldinho         | 378                            | 2º mandato                     |               |             | [ 16 ] |
| 15º (2017-2020) | 02/10/2016 | Aparecido dos Anjos de Oliveira (PSL) Cidão      | 377                            | 5º mandato                     |               |             | [ 16 ] |
| 15º (2017-2020) | 02/10/2016 | Vagner Alexandre Borges (PDT) Professor Vagner   | 328                            | 2º mandato                     |               |             | [ 16 ] |
| 15º (2017-2020) | 02/10/2016 | Marcio Patera (PSDB) Marcio do Mercado           | 305                            |                                |               |             | [ 16 ] |
| 15º (2017-2020) | 02/10/2016 | Marcelo Popilarz (PDT)                           | 301                            |                                |               |             | [ 16 ] |
| 15º (2017-2020) | 02/10/2016 | João Carlos Oliari (PTB)                         | 267                            |                                |               |             | [ 16 ] |
| 15º (2017-2020) | 02/10/2016 | Recieri Alberton (PR) Alberton                   | 265                            |                                |               |             | [ 16 ] |
| 15º (2017-2020) | 02/10/2016 | José Antônio Garcia Alves (PMN) Toninho Garcia   | 196                            |                                |               |             | [ 16 ] |

### 16º Mandato - 2021-2024
| Mandato         | Eleição    | Prefeito                                                        | Vice-Prefeito                   | Vereadores                             | Votos         | Observações | Ref. |
| --------------- | ---------- | --------------------------------------------------------------- | ------------------------------- | -------------------------------------- | ------------- | ----------- | ---- |
| 16º (2021-2024) | 15/11/2020 | José Carlos da Silva Corona (PMN) Corona                        | Lindolfo Oenning (PSB) Lindolfo |                                        | 5189 (59,79%) |             |      |
| 16º (2021-2024) | 15/11/2020 | Hélio Júnior de Castro (PSD) Júnior da Cia Bella                | Marcelo Popilarz (PSD) Marcelo  |                                        | 3490 (40,21%) |             |      |
| 16º (2021-2024) | 15/11/2020 |                                                                 |                                 | Jean Carlos Erbs (PMN) Jean Enfermeiro | 779           |             |      |
| 16º (2021-2024) | 15/11/2020 | Willian Loch (PMN)                                              | 574                             |                                        |               |             |      |
| 16º (2021-2024) | 15/11/2020 | Fábio Meurer Hemkemeier (PL)                                    | 447                             |                                        |               |             |      |
| 16º (2021-2024) | 15/11/2020 | Adilson dos Santos (PL) Ticão                                   | 336                             |                                        |               |             |      |
| 16º (2021-2024) | 15/11/2020 | Marcio Patera (PMN) Marcio do Mercado                           | 316                             | 2º mandato                             |               |             |      |
| 16º (2021-2024) | 15/11/2020 | Gilvani Tonelli (PSD) Tonelli                                   | 301                             | 4º mandato                             |               |             |      |
| 16º (2021-2024) | 15/11/2020 | João Carlos Oliari (PL)                                         | 298                             | 2º mandato                             |               |             |      |
| 16º (2021-2024) | 15/11/2020 | Valdinei Fogaça Andreacci (Cidadania) Professor Valdinei Fogaça | 283                             |                                        |               |             |      |
| 16º (2021-2024) | 15/11/2020 | Telma Regina Nardi Milano (PSD)                                 | 259                             | 2º mandato                             |               |             |      |

### 17º Mandato - 2025-2028
| Mandato         | Eleição    | Prefeito                                                | Vice-Prefeito                               | Vereadores        | Votos         | Observações | Ref.          |
| --------------- | ---------- | ------------------------------------------------------- | ------------------------------------------- | ----------------- | ------------- | ----------- | ------------- |
| 17º (2025-2028) | 06/10/2024 | José Carlos da Silva Corona (PSD) Corona                | Lindolfo Oenning (PSD) Lindolfo             |                   | 7681 (91,01%) |             | [ 17 ] [ 18 ] |
| 17º (2025-2028) | 06/10/2024 | Eduardo Carneiro Resende (PT) Professor Eduardo         | Nilton Nunes Costa (PT) Nilton "Salgadinho" |                   | 759 (8,99%)   |             | [ 17 ] [ 18 ] |
| 17º (2025-2028) | 06/10/2024 |                                                         |                                             | Willian Loch (PP) | 1009 (11,51%) | 2º mandato  | [ 17 ] [ 18 ] |
| 17º (2025-2028) | 06/10/2024 | Marcio Patera (PSD) Marcio do Mercado                   | 888 (10,13%)                                | 3º mandato        |               |             | [ 17 ] [ 18 ] |
| 17º (2025-2028) | 06/10/2024 | Valdinei Fogaça Andreacci (PP) Valdinei Fogaça          | 594 (6,78%)                                 | 2º mandato        |               |             | [ 17 ] [ 18 ] |
| 17º (2025-2028) | 06/10/2024 | Adilson dos Santos (PSD) Ticão                          | 567 (6,47%)                                 | 2º mandato        |               |             | [ 17 ] [ 18 ] |
| 17º (2025-2028) | 06/10/2024 | Gilvani Tonelli (PSD)                                   | 519 (5,92%)                                 | 5º mandato        |               |             | [ 17 ] [ 18 ] |
| 17º (2025-2028) | 06/10/2024 | Adinaldo Israel de Oliveira (PSD) Kinkao                | 468 (5,34%)                                 |                   |               |             | [ 17 ] [ 18 ] |
| 17º (2025-2028) | 06/10/2024 | Salete Boeing de Medeiros (PP) Professora Salete Boeing | 452 (5,16%)                                 |                   |               |             | [ 17 ] [ 18 ] |
| 17º (2025-2028) | 06/10/2024 | Remi da Silva Amora (UNIÃO) Remi Amora                  | 406 (4,63%)                                 |                   |               |             | [ 17 ] [ 18 ] |
| 17º (2025-2028) | 06/10/2024 | Marcelo Popilarz (UNIÃO)                                | 397 (4,53%)                                 | 2º mandato        |               |             | [ 17 ] [ 18 ] |